# 苏安恒
苏安恒（7世纪—707年），冀州武邑县（今河北省武邑县）人，武周、唐朝政治人物。
苏安恒博学，尤其通晓《周礼》及《春秋左氏传》。武则天末年，太子李显雖回到東宮，政事不能参與，大臣畏禍不敢言。大足元年（701年），投匦上疏，请求把皇位传给太子李显，把武氏诸王改为公侯。疏文上奏，武则天召见，赐给他的饭食安慰劝谕让他回去。
长安二年（702年），苏安恒又上疏说，天下是高祖神尧皇帝、太宗文武皇帝之天下。皇唐削平有隋之乱。歃血为盟，指河为誓，非李氏不王，非功臣不封。武则天的正统，是唐氏旧基。建议皇帝把皇权还归李家，留得顏面見唐家宗廟、大帝陵寢。疏文上奏，武则天不纳。
第二年，御史大夫魏元忠被张易之兄弟构陷，苏安恒又抗疏申救。疏文上奏，张易之等大怒，想要派遣刺客刺杀他。因为正谏大夫朱敬则、凤阁舍人桓彦范、著作郎魏知古等保护而免祸。
唐中宗神龙初年，苏安恒为集艺馆内教。节愍太子李重俊杀武三思，有人说苏安恒参与其谋，于是下狱。景龍元年（707年）十月戊寅，習藝館內教蘇安恒被殺。唐睿宗即位，知其冤枉，下詔贈为諫議大夫。

## 延伸阅读
[在维基数据编辑]
 《舊唐書/卷187上》，出自刘昫《舊唐書》
 《新唐書·卷112》，出自《新唐書》